# Leopoldamys hainanensis
Leopoldamys hainanensis — вид пацюків (Rattini) з південно-східної Азії.

## Таксономія
Вид відокремлено від L. edwardsi.

## Поширення й екологія
Типова місцевість: Хайнань, Китай